# Ulee Pulo (Dewantara)
Ulee Pulo is een bestuurslaag in het regentschap Aceh Utara van de provincie Atjeh, Indonesië. Ulee Pulo telt 1923 inwoners (volkstelling 2010).